# Campeonato Mundial de Halterofilismo de 2009 - Até 53 kg feminino
A competição feminina na categoria até 53 kg foi realizada em 22 de novembro de 2009.

## Calendário
As competidoras foram divididas em dois grupos:
| Dia            | Horário | Fase    |
| -------------- | ------- | ------- |
| 22 de novembro | 11:00   | Grupo B |
| 22 de novembro | 16:00   | Grupo A |

## Medalhistas
| Prova     | Ouro                     | Ouro   | Prata               | Prata  | Bronze                        | Bronze |
| --------- | ------------------------ | ------ | ------------------- | ------ | ----------------------------- | ------ |
| Arranque  | Chen Xiaoting (CHN)      | 095 kg | Yoon Jin-hee (KOR)  | 093 kg | Svetlana Tcheremchanova (KAZ) | 092 kg |
| Arremesso | Zulfia Tchinchanlô (KAZ) | 129 kg | Chen Xiaoting (CHN) | 123 kg | Yoon Jin-hee (KOR)            | 116 kg |
| Total     | Zulfia Tchinchanlô (KAZ) | 219 kg | Chen Xiaoting (CHN) | 218 kg | Yoon Jin-hee (KOR)            | 209 kg |

## Recordes
Antes desta competição, os recordes mundiais da categoria eram os seguintes:
| Recorde         | Tipo      | Atleta            | Peso   | Local                         | Data                  |
| Recorde mundial | Arranque  | Ri Song-hui (PRK) | 102 kg | Busan, Coreia do Sul          | 1º de outubro de 2002 |
| Recorde mundial | Arremesso | Li Ping (CHN)     | 129 kg | Tai'an, China                 | 22 de abril de 2007   |
| Recorde mundial | Total     | Qiu Hongxia (CHN) | 226 kg | São Domingos, Rep. Dominicana | 2 de outubro de 2006  |

## Resultados
Ref.
| Pos. | Atleta                                 | Grupo | Peso (kg) | Arranque (kg) | Arranque (kg) | Arranque (kg) | Arranque (kg) | Arremesso (kg) | Arremesso (kg) | Arremesso (kg) | Arremesso (kg) | Total (kg) |
| Pos. | Atleta                                 | Grupo | Peso (kg) | 1             | 2             | 3             | Pos.          | 1              | 2              | 3              | Pos.           | Total (kg) |
| ---- | -------------------------------------- | ----- | --------- | ------------- | ------------- | ------------- | ------------- | -------------- | -------------- | -------------- | -------------- | ---------- |
| 1    | Zulfia Tchinchanlô (KAZ)               | A     | 52,99     | 87            | 87            | 90            | 5             | 120            | 125            | 129            | 1              | 219        |
| 2    | Chen Xiaoting (CHN)                    | A     | 52,51     | 93            | 93            | 95            | 1             | 118            | 123            | 127            | 2              | 218        |
| 3    | Yoon Jin-hee (KOR)                     | A     | 52,64     | 93            | 95            | 96            | 2             | 113            | 116            | 119            | 3              | 209        |
| 4    | Yuderqui Contreras (DOM)               | A     | 52,63     | 88            | 91            | 92            | 4             | 106            | 111            | 114            | 6              | 202        |
| 5    | Svetlana Tcheremchanova (KAZ)          | A     | 52,99     | 85            | 90            | 92            | 3             | 110            | 110            | 115            | 8              | 202        |
| 6    | Aylin Daşdelen (TUR)                   | A     | 52,79     | 83            | 83            | 86            | 10            | 115            | 118            | 119            | 5              | 198        |
| 7    | Emine Bilgin (TUR)                     | A     | 52,84     | 80            | 83            | 86            | 6             | 103            | 107            | 110            | 7              | 196        |
| 8    | Rusmeris Villar (COL)                  | A     | 52,75     | 82            | 85            | 87            | 8             | 105            | 109            | 112            | 9              | 194        |
| 9    | Yu Weili (HKG)                         | B     | 52,63     | 85            | 90            | 90            | 7             | 105            | 110            | 110            | 11             | 190        |
| 10   | Joanna Łochowska (POL)                 | A     | 52,87     | 83            | 83            | 86            | 11            | 103            | 106            | 106            | 10             | 189        |
| 11   | Valiantsina Liakhavets (BLR)           | B     | 52,68     | 80            | 80            | 84            | 13            | 98             | 102            | 106            | 12             | 182        |
| 12   | Marilou Dozois-Prévost (CAN)           | B     | 52,83     | 80            | 84            | 86            | 9             | 98             | 102            | 104            | 13             | 182        |
| 13   | Misaki Gushiken (JPN)                  | B     | 52,76     | 78            | 81            | 84            | 12            | 94             | 98             | 98             | 15             | 175        |
| 14   | Regina Mavlyutova (RUS)                | B     | 52,93     | 73            | 78            | 78            | 14            | 95             | 95             | 100            | 14             | 173        |
| 15   | Lena Berntsson (SWE)                   | B     | 52,99     | 67            | 70            | 72            | 17            | 86             | 90             | 90             | 16             | 160        |
| 16   | Sarah Davis (USA)                      | B     | 52,87     | 72            | 74            | 74            | 16            | 87             | 90             | 90             | 17             | 159        |
| 17   | Zilola Burieva (UZB)                   | B     | 52,36     | 58            | 62            | 62            | 18            | 73             | 73             | 77             | 18             | 135        |
| 18   | Lam Wai Yee (HKG)                      | B     | 51,06     | 22            | 24            | 24            | 19            | 25             | 28             | 30             | 19             | 54         |
| —    | Svetlana Ulianova (RUS)                | B     | 52,81     | 75            | 80            | 80            | 15            | —              | —              | —              | —              | —          |
| —    | Fang Li-chun (TPE)                     | A     | 52,17     | 87            | 87            | 87            | —             | 115            | 117            | 117            | 4              | —          |
| —    | Prapawadee Jaroenrattanatarakoon (THA) | A     | 52,45     | 90            | 90            | 90            | —             | —              | —              | —              | —              | —          |